# ケネス・アルフォード
ケネス・ジョゼフ・アルフォード（英語: Kenneth Joseph Alford, 本名：フレデリック・ジョゼフ・リケッツ（英語: Fredrick Joseph Ricketts）、1881年2月21日 - 1945年5月15日）は英国の軍楽隊の作曲家である。ジョン・フィリップ・スーザになぞらえて「イギリスのマーチ王」と呼ばれた。
代表作の『ボギー大佐』は、後年『クワイ河マーチ』の名で映画『戦場にかける橋』のテーマ音楽に用いられ、国際的にいっそう有名になった。

## 略歴
1895年に王立アイルランド師団に楽隊員として入隊し、1927年に英国海兵隊の軍楽指揮者に任命される。1944年に少佐の地位を得て除隊。当時は軍人が外部に興味があると思われていなかったため、フレデリックは作曲家として偽名を用いた。ペンネームは長男の名（ケネス）と自らのミドルネーム（ジョゼフ）、母親の旧姓（アルフォード）を合わせて作り出したものである。19世紀イングランドの賛美歌作曲家ヘンリー・アルフォード（Henry Alford）とは別人であって、何の関係もない。
英国の軍楽を世界に知らしめたことが評価され、除隊後、名誉少佐となったが政府から勲章が授与されることは無かった。

## 作品一覧

### 軍隊行進曲
- 『シン・レッド・ライン』 The Thin Red Line（1908）：王立アイルランド師団の愛称にちなんでいる。この名は、クリミア戦争中に英国兵士がロシア軍の進攻を阻止したシン・レッド前線にちなんでいる。1925年まで出版されず、それまで他の軍楽隊が楽譜を入手することができなかった
- 『ホーリールード』 Holyrood（1912）：おそらくエディンバラのホーリールードハウス宮殿にちなんでいる
- 『騎哨』 The Vedette（1912）：「騎哨」とは、乗馬した哨兵のこと。インド時代におそらく作曲者が馴染んだ軍隊用語だが、こんにちでは滅多に使われない
- 『ボギー大佐』 Colonel Bogey（1914）：ゴルフ用語にちなむといわれる
- 『偉大なる小陸軍』 The Great Little Army（1916）：第一次世界大戦中にフランスに派遣されたイギリス軍のこと
- 『後甲板にて』 On the Quarter Deck（1917）
- 『海軍士官候補生』 The Middy（1917）
  - 両作ともに、おそらくユトランドの戦いを記念して作曲
- 『号砲』 The Voice of the Guns（1917）：「銃声」「砲声」とも。映画『アラビアのロレンス』で用いられた
- 『消えた軍隊』 The Vanished Army（1919）：戦死した10万人の兵士を追悼して作曲
- 『マッド少佐』 The Mad Major（1921）：戦功十字章と殊勲章を授与された、グレアム・シートン=ハッチンソン少佐のこと
- 『空挺部隊』 Cavalry of the Clouds（1923）：新設されたイギリス空軍への敬礼
- 『ダニーディン』 Dunedin（1928）：ニュージーランドの同名の土地で1925年から1926年まで開催された万国博覧会にちなんでいる
- 『懐かしのパナマ』 Old Panama（1929）：パナマ運河経由でニュージーランドのダニーディンから帰国した際に作曲
- 『ヘッドマスター・ジョリーズ』 HM Jollies（1929）：「ヘッドマスター・ジョリーズ」とはイギリス海軍の愛称。作曲者は当時、海軍に転属したばかりであった
- 『セント・ジョージの軍旗』 The Standard of St George（1930）：英国近衛騎兵の有色人中隊を閲兵して着想
- By Land and Sea（1941）：高級副官の指令によって儀式用の行進曲として作曲
- 『ナイルの陸軍』（ナイルの守り） Army of the Nile（1941）：枢軸国の侵攻をエジプトで食い止めた、ウェーヴェル元帥に献呈
- 『イーグル・スクヮドロン』 Eagle Squadron（1942）：アメリカ合衆国が参戦する前に、英空軍飛行中隊に志願したアメリカ人兵士のこと。後に米空軍に転属された

### その他の作品
- 『リヴィエラ・ワルツ』 Valse Riviera（1912）
- Thoughts（1917）
- A Musical Switch（1921）
- The Two Imps（1923）
- The Lightning Switch（1924）
- Mac and Mac（1928）
- The Smithy（1933）
- The Two Dons（1933）
- Colonel Bogey on Parade（1939）
- The Hunt（1940）
- 『リリバリロウ』 Lillibullero（1942）：伝統的な軍歌の編曲
- A Life on the Ocean Wave（1944）：ヘンリー・ラッセルの同名のバラッドの編曲
- Wedded Whimsies（?）